# Vladimir Cristi
Vladimir Cristi (n. 1880, Teleșeu, gubernia Basarabia, Imperiul Rus [astăzi în raionul Orhei, Republica Moldova] – d. 1956, Închisoarea Văcărești, România) a fost un publicist și om politic român, care a îndeplinit funcția de ministru de stat în guvernul Nicolae Iorga în perioada 16 ianuarie – 6 iunie 1932. Domnul Cristi a fost și primar al orașului Chișinău între anii 1938–1940.
Născut și crescut într-o familie de nobili, Vladimir Cristi s-a  manifestat  ca om politic și de stat. Vladimir Cristi este descendent al unei vițe de boieri din Moldova, nepotul lui Ioan Cristi, un renumit nobil basarabean și fiul lui Grigorie Cristi, ce deținea un titlu înalt în administrațiile regionale țariste, precum guvernator a guberniei Oriol. Mama sa era din familia Trubețkoi. Vladimir a absolvit Facultatea de Drept a Universității din Moscova și Facultatea de Agronomie la o Universitate din Paris. În anul 1917 a fost comisarul guvernial al Basarabiei. A fost deputat în „Sfatul Țării”, ministru al internelor în guvernul Republicii Democratice Moldovenești, deputat în Parlamentul României și ministru pentru Basarabia în guvernul lui Nicolae Iorga (1931-1932). Vladimir Cristi a fost primar al Chișinăului în perioada 1938 -1940. În 1944 se refugiază în Austria, unde a deținut titlul de ministru al cultelor în guvernul legionar din exil, de la Viena . Vladimir Cristi a fost arestat de NKVD, când încerca să-l contacteze pe Constantin Argetoianu, fost prim-ministru. A fost deportat în URSS, ulterior a fost deținut la închisoarea Văcărești, unde a decedat.
În urma absolvirii facultății, Vladimir își începe activitatea în cadrul  „Zemstva” din județul Orhei, din 1909 până în 1917. După revoluția rusă din 1917, devine oficial membru al partidului Sovietului țăranilor și muncitorilor din Chișinău. Vladimir este numit de Guvernul Provizoriu comisar guvernial al Basarabiei, luând postul lui Constantin Mimi. În calitate de comisar guvernial, V. Cristi a dus negocieri directe cu Guvernul de la Petrograd pentru a apăra autonomia Basarabiei și împiedicarea alipirii Basarabiei cu Ucraina. Drept dovadă este reacția prim-ministrului ucrainean când s-a întors de la Petrograd în Kiev cu doar 9 gubernii. După schimbările în urma revoluției Bolșevice și proclamarea Republicii Democratice Moldovenești, rolul lui Vladimir Cristi devine cel de Director General de Interne, funcție ce o deține și în timpul celui de-al doilea guvern, format după Declararea Independenței din 24 ianuarie 1918, devenind Ministrul de Interne al Republici Democratice Moldovenești. 
Vladimir împreună cu alți membri ai Sfatului Țării au fost cei ce au prezentat regelui Ferdinand I memoriul Unirii Republicii Democratice Moldovenești cu România. În 27 martie 1918 se semnează actul de Unire. La 11 aprilie 1918, Cristi este delegat pe lângă Ministerul Afacerilor Străine al guvernului român. În iunie 1932 se încadrează în Uniunea Agrară, drept dovadă fiind articolul „Partidul foștilor moșieri ai Basarabiei, condus de Vladimir Cristi care face pare din Uniunea Agrară a lui Constantin Argetoianu”, redactat în revista „Din Trecutul Nostru”  publicată în 1936.
Într-un act întocmit în martie 1932 sunt enumerate proprietățile politicianului printre care se enumeră: 
- Casa nr. 11 de pe Str. Universității (domiciliul lui Vladimir)
- În comuna Teleșeu, județul Orhei deținea 14 ha de pământ arabil, 17 ha de vie și 1 ha de izlaz.

- În satul Zamcioji, comuna Rădeni, județul Lăpușna era moșia sa cu suprafață totală de 214 ha 1154m².  Acestea cuprindeau: Conacul împreună cu parcul (6 ha 6684 m²), livezi de meri, prune, nuci (46 ha,7730 m²), sub odaie (6 ha 2095 m²), teren arabil și fâneață (143 ha 810 m²) și plantații de salcâmi (5 ha). Conacul său avea 25 de camere și 3 bucătării. În altă clădire cu 2 nivele locuia administratorul moșiei. Avea cramă, grajduri pentru cai și vaci, beci, ghețărie. Rămășițe a vechiului conac a lui Vladimir Cristi.Rămășițe a vechiului conac a lui Vladimir Cristi.

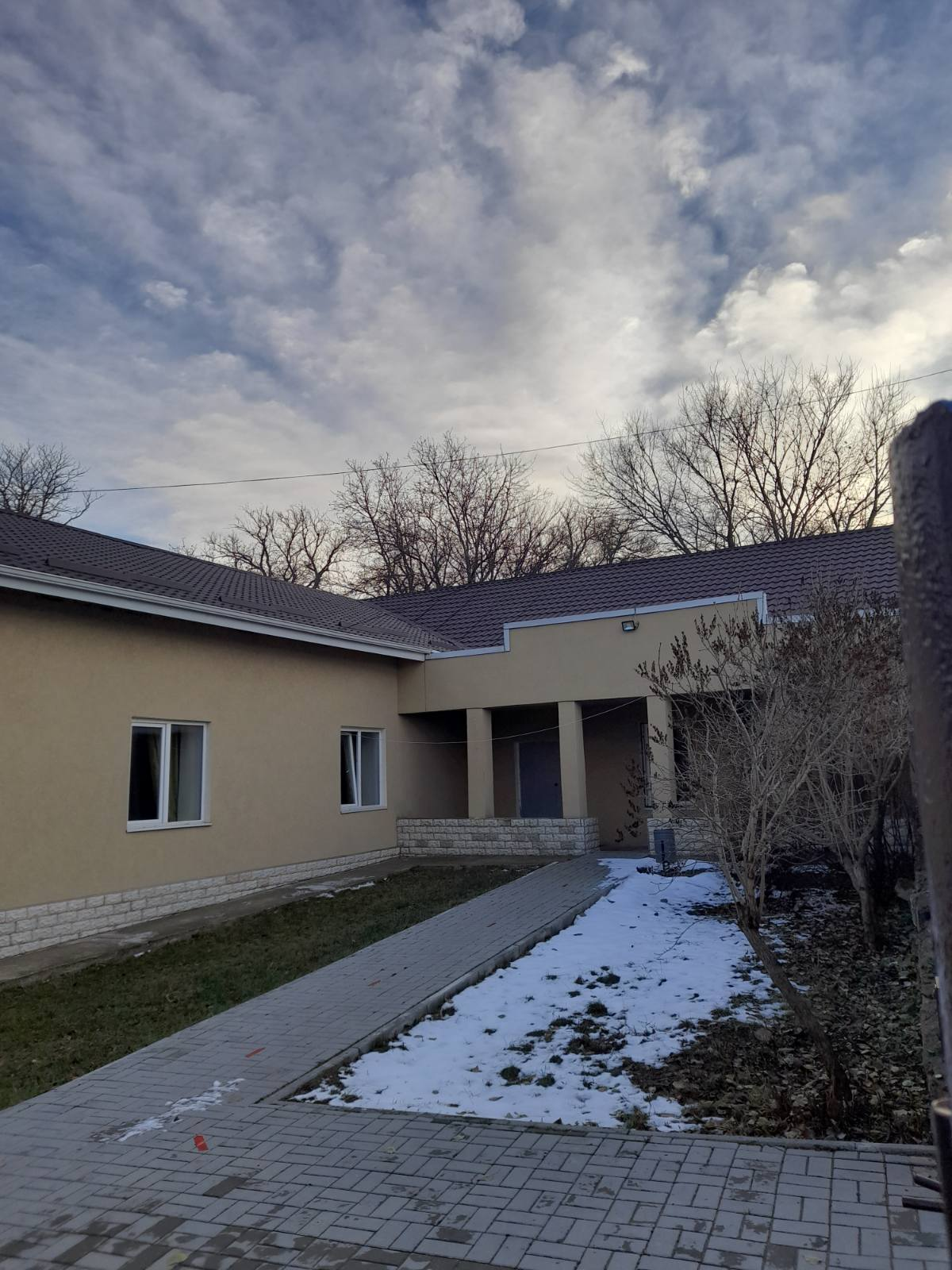
Rămășițe a vechiului conac a lui Vladimir Cristi.

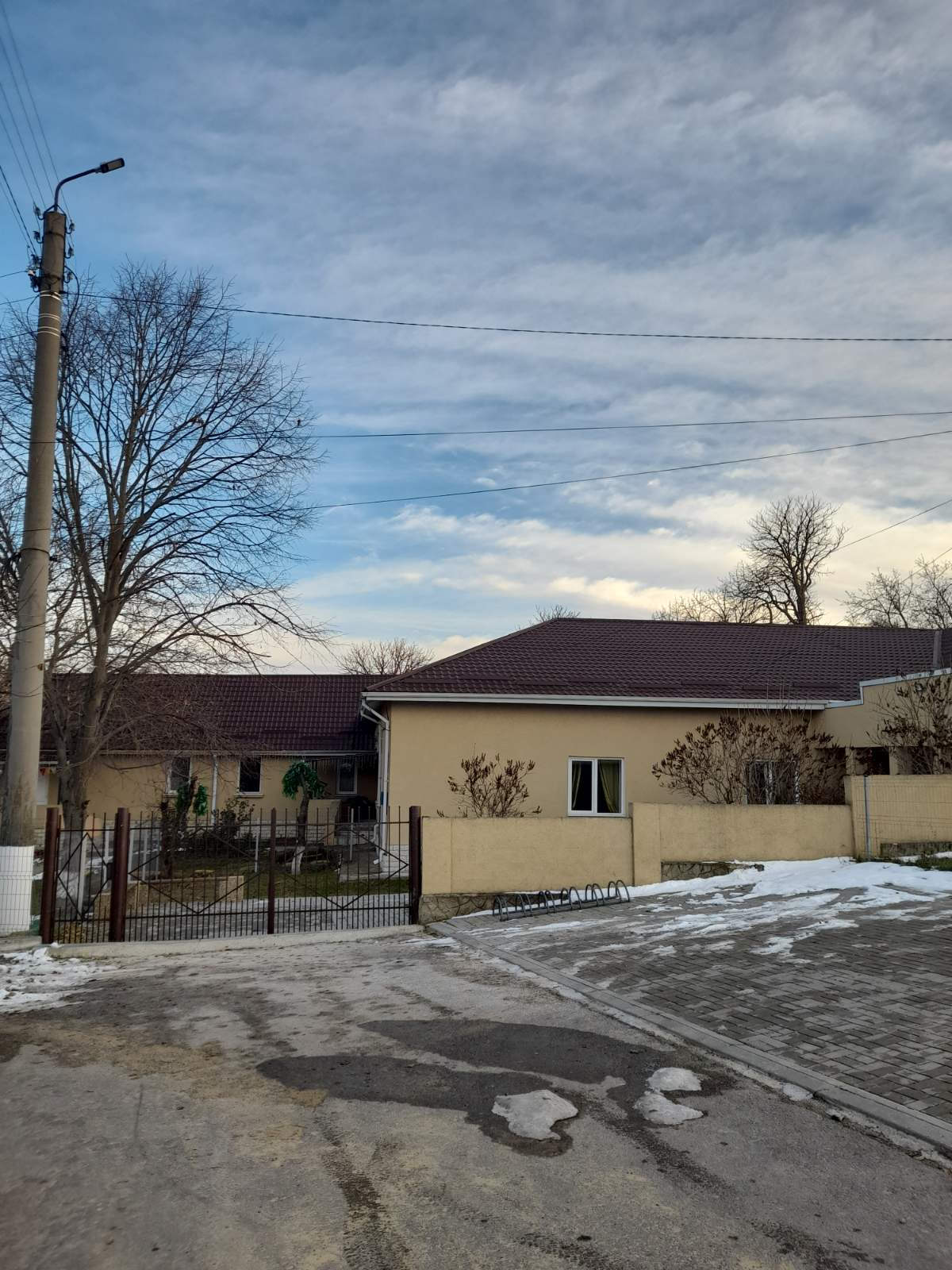
Rămășițe a vechiului conac a lui Vladimir Cristi.

Odată cu evenimentele din 1940, Vladimir s-a refugiat în România, după care ajunge în Austria de unde a fost sechestrat de către organele secrete sovietice. Cristi este arestat împreună cu toată familia ca „dușman al poporului” și trimis în centrala de detenție din URSS la cercetări. A fost despărțit de familie, umilit, maltratat, trecut prin mai multe închisori, nefiind nici cetățean rus, nici sovietic. Rușii sovietici l-au pedepsit pentru că a fost Comisar al Guvernului Basarabiei, membru și ministru în Sfatul Țării și a reușit să scoată Basarabia din cadrul Rusiei și Ucrainei bolșevice. A decedat în 1956, în închisoarea Văcărești din București.
În timpul activității  sale s-a marcat ca o persoană bine pregătită și un bun orator, deși la începutul vieții sale politice era adesea luat peste picior din cauza că nu cunoștea bine limba română. Vladimir Cristi dincolo de lupta anarhiei și bolșevicilor, a fost devotat în organizarea securității și viitorului Republicii  Democratice Moldovenești. A susținut intervenția armatelor române în Basarabia, în timpul vizitei la Iași din decembrie 1917. A fost cel ce a împiedicat anexarea Basarabiei la Ucraina și a susținut Unirea Basarabiei cu România. 
Distincții: 
- Ordinele Sfântul Vladimir, Sfântul Gheorghe (țariste);
- Ordinul Meritul Cultural;
- Ordinul Ferdinand I în gradul de Comandor;
- Ordinul Coroana României în gradul de Mare Ofițer;
- Medalia aviatică.

1. ↑  „Agentia Nationala de Presa AGERPRES”. Documentare.agerpres.ro. Arhivat din original la 20 aprilie 2012. Accesat în 14 mai 2014.
2. ↑  „Carte - Miscarea Legionara - Legiunea in imagini”. Fgmanu.ro. 26 august 1944. Arhivat din original la 18 octombrie 2012. Accesat în 14 mai 2014.
3. ↑  „Revoluția Rusă din 1917”, Wikipedia, 14 octombrie 2023, accesat în 12 noiembrie 2023
4. ↑  „Partidul Național Agrar”, Wikipedia, 19 martie 2023, accesat în 12 noiembrie 2023